# Pierre d'Ornellas
Pierre Paul Oscar d'Ornellas (* 9. května 1953, Paříž) je francouzský římskokatolický kněz a od 26. června 2007 renneský arcibiskup.